# 圣马丁代蒂约勒
圣马丹德蒂约勒（法語：Saint-Martin-des-Tilleuls，法語發音：[sɛ̃ maʁtɛ̃ de tijœl]）是法国卢瓦尔河地区大区旺代省的一个市镇，位于该省东北部，属于永河畔拉罗什区。

## 地理
圣马丹德蒂约勒（46°58'26"N, 1°3'4"W）面积14.03 平方千米，位于法国卢瓦尔河地区大区旺代省，该省份为法国西部沿海省份，北起大西洋卢瓦尔省和曼恩-卢瓦尔省，西临大西洋，南至滨海夏朗德省，东部及东南部与德塞夫勒省接壤。
与圣马丹德蒂约勒接壤的市镇（或旧市镇、城区）包括：拉戈布勒蒂耶尔、莱朗德热尼松、圣欧班德索尔莫、蒂福日、尚韦里。
圣马丹德蒂约勒的时区为UTC+01:00、UTC+02:00（夏令时）。

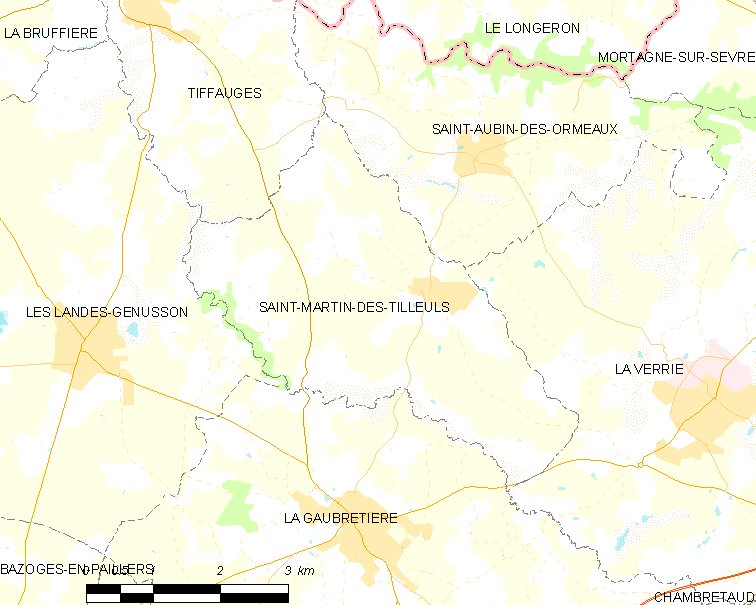
圣马丹德蒂约勒的OSM定位图

## 行政
圣马丹德蒂约勒的邮政编码为85130，INSEE市镇编码为85247。

## 政治
圣马丹德蒂约勒所属的省级选区为塞夫尔河畔莫尔塔涅县。

## 人口

1962-2008年间圣马丹德蒂约勒人口变化图示

圣马丹德蒂约勒于2022年1月1日时的人口数量为1144人。